# رود ترتر
رود ترتر (به ترکی آذربایجانی: Tərtərçay، ارمنی: Թարթառ) یکی از ریزابه‌های رود کورا است. این مکان به‌صورت دوژور در جمهوری آذربایجان قرار گرفته، و بیشتر طول آن در منطقه قره باغ جریان دارد.

## ویژگی‌ها

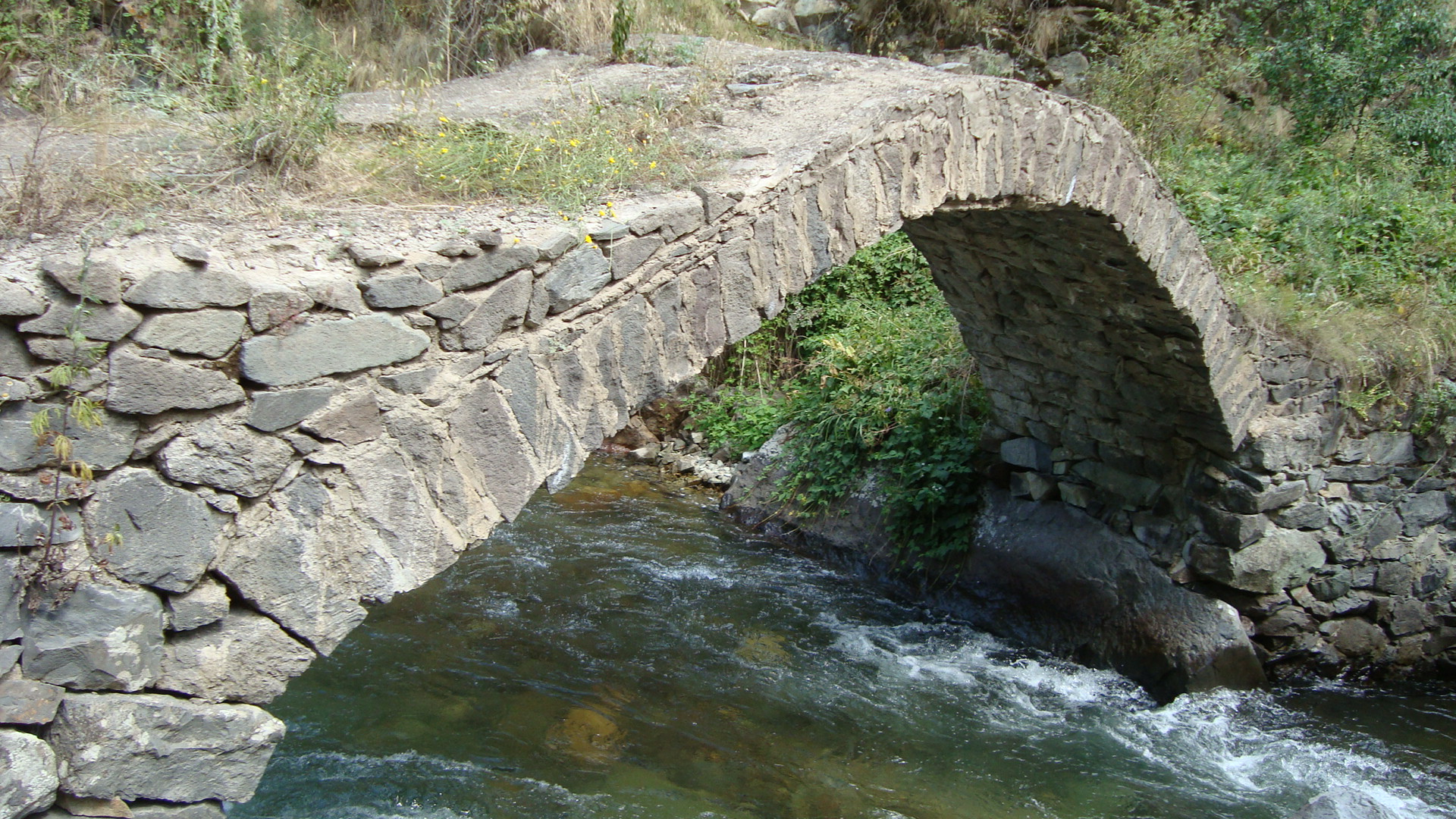
نمایی از رود ترتر در جمهوری آرتساخ

رود ترتر شاخه سمت چپ رود کورا، بزرگ‌تربن رودخانه ناحیه قفقاز است. رشته‌کوه قونقور (Qonqor)، آلاکوز (Alaköz) و میختوکن (Mıxtökən) سه سرچشمه اصلی این رودخانه هستند. این رشته‌کوه‌ها بخشی از فلات آرتساخ یا قره‌باغ هستند. جریان آب چشمه‌های جرماجور که در نزدیکی رشته‌کوه یادشده قرار گرفته نیز به این رود وارد می‌شوند. بلندای سرچشمه این رودخانه در ناحیه کوهستانی ۳٬۱۲۰ متر (۱۰٬۲۴۰ فوت) بالاتر از سطح دریا است. این رودخانه از میان ارتفاعات شهرستان کلبجر که هم‌اکنون در استان مارتاکرت قرار گرفته است سرچشمه می‌گیرد و از میان شهر کلبجر، شهرستان ترتر و شهرستان بردع و شهرهای ترتر و بردع گذر می‌کند و به رود کورا می‌پیوندد. پیش از رسیدن این رود به کورا، رودخانه‌های لو (۳۶ کیلومتر (۲۲ مایل))، آق‌دابان (۱۹ کیلومتر (۱۲ مایل)) و توراغای (۳۵ کیلومتر (۲۲ مایل)) که به‌عنوان شاخه‌های فرعی آن شناخته می‌شوند، به آن وارد می‌شوند. مخزن سد سارسانگ در سال ۱۹۷۶ میلادی بر روی این رودخانه با هدف تولید برق و آبیاری ساخته شد.

## اطلاعات آماری
درازای کلی رودخانه ۲۰۰ کیلومتر (۱۲۰ مایل)، مساحت حوضه آبریز آن ۲٬۶۵۰ کیلومتر مربع (۱٬۰۲۰ مایل مربع) است. رود ترتر یکی از انشعابات پرآب رود کورا در درون خاک جمهوری آذربایجان به‌شمار می‌رود. حجم آب از بارندگی (۱۴٪)، برف (۲۸٪) و آب‌های زیرزمینی (۵۸٪) تأمین می‌شود. در ماه‌های فصل بهار و تابستان، با افزایش دما ذوب‌شدن برف در کوهستان باعث ایجاد ۶۵-۷۰٪ از جریان آب سالانه می‌شود. در ماه‌های اوت و سپتامبر، سطح آب کاهش می‌یابد. از ماه اکتبر تا نوامبر، بارندگی دوباره سطح آب را افزایش می‌دهد. میانگین تخلیه سالانه رودخانه ۲۲ متر مکعب بر ثانیه (۷۸۰ فوت مکعب بر ثانیه) و میانگین جریان سالیانه ۶۹۳۸۰۰۰۰۰ متر مکعب است. میانگین معدنی‌شدن رودخانه ۳۰۰-۵۰۰ میلی‌گرم در لیتر با هیدروکربن‌ها و کلسیم است.

## موارد استفاده از آب
یک دهکده و استراحتگاه معروف با نام ایستی‌سو در ناحیه جرماجور (به زبان ترکی آذربایجانی به معنی آب‌گرم) که در جنگ جنگ قره‌باغ آسیب دید، در بخش پایین رودخانه واقع شده است. این استراحت‌گاه شامل آب معدنی آشامیدنی طبیعی و چشمه آب‌گرم برای استحمام است. بیشتر مناطقی که رودخانه در آن جریان دارد اکنون بخشی از جمهوری آرتساخ است. نیروگاه برق آبی سارسانگ با ظرفیت ۵۰ مگاوات در مخزن سد سارسانگ بر روی این رودخانه ساخته شده است. این رودخانه منبع اصلی انرژی الکتریکی برای جمهوری آرتساخ است (۴۰-۶۰٪).